# Magomed Ozdoev
Magomed Mustafaevič Ozdoev (in russo Магомед Мустафаевич Оздоев?; Groznyj, 5 novembre 1992) è un calciatore russo, centrocampista del PAOK.

## Carriera

### Club
Ha giocato nella massima serie del campionato russo con Lokomotiv Mosca e Rubin Kazan.

### Nazionale
Il 3 settembre 2014 ha esordito con la nazionale maggiore russa nell'amichevole vinta per 4-0 contro l'Azerbaijan.

## Palmarès

### Club

#### Competizioni nazionali
- Campionato russo: 4

Zenit: 2018-2019, 2019-2020, 2020-2021, 2021-2022
- Coppa di Russia: 1

Zenit: 2019-2020
- Supercoppa di Russia: 3

Zenit: 2020, 2021, 2022
- Campionato greco: 1

PAOK: 2023-2024